# Primera Liga de Eslovenia 2007-08
La PrvaLiga de Eslovenia 2007-08 fue la 17.ª edición de la máxima categoría del fútbol esloveno. Inició el 20 de julio de 2007 y finalizó el 31 de mayo de 2008. El campeón fue el NK Domžale, que conquistó su segundo título.

## Tabla de posiciones
| Pos | Equipo        | PJ | PG | PE | PP | GF | GC | Dif | Pts |
| --- | ------------- | -- | -- | -- | -- | -- | -- | --- | --- |
| 1   | Domžale       | 36 | 21 | 10 | 5  | 65 | 31 | +34 | 73  |
| 2   | Koper         | 36 | 18 | 10 | 8  | 68 | 50 | +18 | 64  |
| 3   | Gorica        | 36 | 16 | 9  | 11 | 61 | 50 | +11 | 57  |
| 4   | Maribor       | 36 | 14 | 10 | 12 | 55 | 46 | +9  | 52  |
| 5   | Interblock    | 36 | 14 | 8  | 14 | 49 | 42 | +7  | 50  |
| 6   | Primorje      | 36 | 14 | 6  | 16 | 52 | 41 | +11 | 48  |
| 7   | Celje         | 36 | 14 | 6  | 16 | 45 | 47 | –2  | 48  |
| 8   | Nafta Lendava | 36 | 12 | 11 | 13 | 43 | 56 | –13 | 47  |
| 9   | Drava Ptuj    | 36 | 13 | 5  | 18 | 45 | 64 | –19 | 44  |
| 10  | Livar         | 36 | 4  | 5  | 27 | 39 | 95 | –56 | 17  |

PJ = Partidos jugados; PG = Partidos ganados; PE = Partidos empatados; PP = Partidos perdidos; GF = Goles anotados; GC = Goles recibidos; Dif = Diferencia de goles; Pts = Puntos
|  | Primera fase previa de la Liga de Campeones de la UEFA |
|  | Primera fase previa de la Copa UEFA                    |
|  | Primera fase previa de la Copa Intertoto de la UEFA    |
|  | Promoción de descenso                                  |
|  | Descenso a la 2. SNL                                   |

| Bandera de Eslovenia         |
| Campeón NK Domžale 2° título |

### Promoción de descenso
| Equipo 1    | Agr. | Equipo 2      | Ida | Vuelta |
| ----------- | ---- | ------------- | --- | ------ |
| SC Bonifika | 1-2  | NK Drava Ptuj | 0-2 | 1-0    |